# Lester Bird
Lester Bryant Bird (ur. 21 lutego 1938 w Nowym Jorku, zm. 9 sierpnia 2021) – antiguański polityk, premier państwa Antigua i Barbuda w latach 1994–2004. 
Wcześniej był sportowcem, uprawiał lekkoatletykę, specjalizował się w skoku w dal. W 1959 roku zdobył w tej konkurencji srebrny medal podczas III Igrzysk Panamerykańskich w Chicago.
W latach 1971–1993 był przewodniczącym Partii Pracy Antigui, premierem został gdy ustąpił jego ojciec Vere Bird, sprawujący funkcję premiera od 1 listopada 1981.
Utrzymał swoją władzę podczas parlamentarnych wyborów w 1994 i 1999. W 2003 krótko stał na czele rządu mniejszościowego. Utracił władzę w wyniku wyborów parlamentarnych w marcu 2004, kiedy to jego ugrupowanie zostało pokonane przez Zjednoczoną Partię Postępu, na czele której stał Baldwin Spencer.
W latach 1981–2004 sprawował, z krótką przerwą w 1991, urząd ministra spraw zagranicznych.